# 精巧攀氏螺

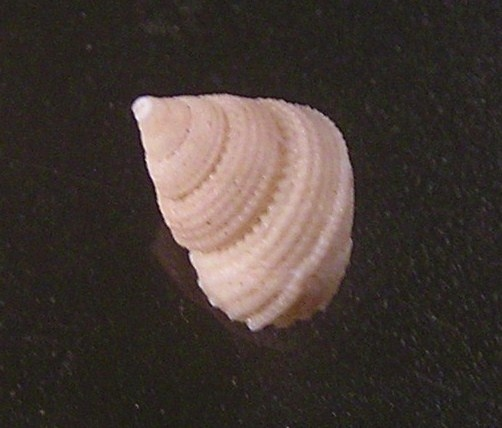
Basal view of a shell of Perrinia concinna

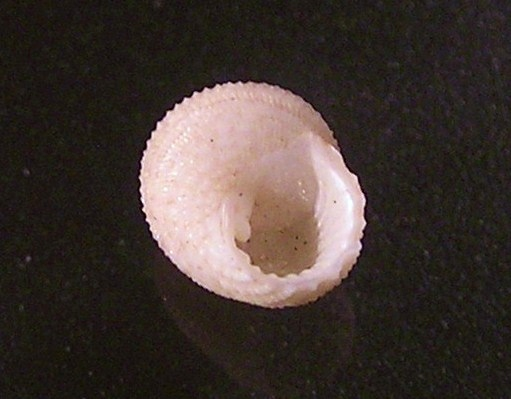
Ventral view of a shell of Perrinia concinna

精巧攀氏螺（學名：Perrinia concinna）是一個海螺的物種，为陀螺總科唇齒螺科攀氏螺属的腹足纲軟體動物。

## 形態描述
壳体呈白色的卵圆锥形，最高可達12 mm，螺层7层，略凸而且互相重疊（subimbricating），並被深刻的縫合線隔開。

## 分佈
本物種生活于亚热带海区，分佈於南中國海的中国、日本及菲律賓，還有印度洋外的留尼汪等地。

## 外部連結
- 網絡生命大百科